# Marc Nouschi
Pour les articles homonymes, voir Nouschi.
Marc Nouschi, né le 29 septembre 1952 à Neuilly-sur-Seine (Seine), est un haut fonctionnaire et historien français.

## Biographie
Agrégé d’histoire, Marc Nouschi a été professeur en classe préparatoire au lycée Carnot (Paris), puis au lycée Janson-de-Sailly (Paris). Il a également été maître de conférences à l'IEP de Paris et chargé de cours de géostratégie à Supélec et au CELSA-Paris IV.
Il a dirigé l’Institut français de Düsseldorf (1999), l’Institut français de Berlin (2000), l’Institut français de Varsovie (2003), avant de devenir en 2006 directeur régional des affaires culturelles (DRAC) de Champagne-Ardenne, puis en 2011 directeur des affaires culturelles – océan Indien (DAC OI) auprès du préfet de La Réunion.
Il est membre du Haut Conseil culturel franco-allemand depuis 2010, capitaine de corvette dans la réserve citoyenne.
Il est le fils de l'historien André Nouschi.

## Publications
Marc Nouschi est l’auteur d’une trentaine d'ouvrages historiques parmi lesquels :
- Petit atlas historique du XXe siècle, Armand Colin, 1997
- Petit atlas historique de la culture en Occident, Armand Colin  (ISBN 2-200-24661-7)
- Histoire et pouvoir d'une grande école HEC, 1988.
- Bilan de la Seconde guerre mondiale, 1996
- La démocratie aux États-Unis et en Europe (1918-1989), Armand Colin, 1999  (ISBN 2-200-25029-0)
- Le XXe siècle : temps, tournants, tendances, Armand Colin, 4e édition, 2011  (ISBN 978-2-200-27153-4)
- Histoire des salauds, Édition n° 1, 1992
- La politique financière du Front Populaire, 1973
- En quête d'Europe : construction européenne et légitimité nationale , Vuibert, 1994
- Temps forts du XXe siècle : économie, société, politique, Presses universitaires de France, 1994
- Bilan de la Seconde guerre mondiale : l'après-guerre 1945-1950, Seuil, 1996
- Croissance, fluctuations et crises dans les économies industrielles de 1945 à nos jours, Seuil, 1997
- La Guerre froide, Mémorial de Caen, 2004
- Score civilisation française : 100 tests pour mieux connaître l'Hexagone, avec Sylviane Nouschi, Presses pocket,  1991
- Lexique de géopolitique, Armand Colin,  1998
- Lexique d'histoire économique, Armand Colin,  1999
- Introduction à l'histoire du XXe siècle, Armand Colin,  1998
- 100 000 ans de beauté (collectif sous la direction de Pascal Picq, Georges Vigarello, Marc Nouschi et Françoise Gaillard, 5 tomes), Gallimard, 2009[3]  (ISBN 978-2-07-012531-9)

Il est également coauteur de manuels d'histoire pour les lycées, par exemple
- Histoire du temps présent, terminale G, Hachette, 1990
- Histoire de 1945 à nos jours, terminales A, B, C, D, Hachette, 1992
- Histoire : héritages européens, seconde, Hachette, 1985

Il a publié en outre des articles par exemple dans des revues comme la Revue historique des armées, Le Mouvement social...

## Distinctions
- Officier de l'ordre des Arts et des Lettres par l’arrêté du 17 juillet 2015[4]. Il était chevalier dans l'ordre depuis juillet 2008[5]
- Officier de l'ordre des Palmes académiques [6]
- Chevalier de l'ordre national du Mérite par décret du 14 mai 2014[7]
- Médaille de bronze de l'administration pénitentiaire
- Commandeur dans l'ordre de l'Étoile de Mohéli